# Колоидна химия
Колоидната химия е дял от физикохимията за дисперсните системи и повърхностните явления на междуфазовата граница. Изучава колоидните разтвори на твърдите вещества, твърдите колоидни системи, емулсии, аерозоли и много други.
Има значение за биохимията, електрохимията, физиката на атмосферата, металургията, химията на полимерите, екологията.
Смята се, че бащата на колоидната химия е Томас Греъм.